# Junghundvaginitis
Die Junghundvaginitis ist eine häufig vorkommende Erkrankung bei Hündinnen vor der ersten Läufigkeit, die durch eine, normalerweise auf den Scheidenvorhof (Vestibulum vaginae) begrenzte Entzündung gekennzeichnet ist. Begrifflich exakt wäre demzufolge die Bezeichnung Vestibulitis. Die Erkrankung ist durch Scheidenausfluss gekennzeichnet und heilt zumeist spontan mit Eintritt in die Geschlechtsreife aus. Schwere Formen werden mit Antibiotika und/oder Hormonpräparaten behandelt.

## Krankheitsentstehung
Die Junghundvaginitis ist ein Zeichen für ein nicht ausgereiftes Immunsystem. An der Krankheitsentstehung sind Bakterien wie Staphylokokken, Streptokokken und Escherichia coli beteiligt, die beim Hund zur normalen Scheidenflora gehören. 
Begünstigend wirken unhygienische Haltungsbedingungen, Mangelernährung, Fehlbildungen im Bereich des Genitaltrakts und Faktoren, die das Immunsystem schwächen (beispielsweise Staupe).

## Klinik
Betroffene Tiere zeigen einen schleimigen bis eitrigen Scheidenausfluss. Häufig ist die Erkrankung mit Juckreiz verbunden, so dass die Hündin die Vulva auffallend häufig beleckt. Allgemeinstörungen sind nicht zu beobachten. Kommt es zu einem aufsteigenden Harnwegsinfekt, können auch die typischen Symptome einer Blasenentzündung wie vermehrter und schmerzhafter Urinabsatz auftreten.
Bei der vaginalen Untersuchung sind vergrößerte Lymphfollikel im Scheidenvorhof sichtbar.

## Behandlung
Leichte Formen bedürfen keiner Behandlung, da die Erkrankung mit dem Übergang in die Geschlechtsreife zumeist spontan ausheilt.
Bei stärkerem eitrigen Ausfluss kann eine vorsichtige Spülung mit physiologischer Kochsalzlösung durchgeführt werden. Treten Harnwegsinfektionen dazu, ist ein Antibiotikum für zwei bis drei Wochen angezeigt. Therapieresistente Formen können durch Gabe eines kurzwirksamen Östrogens wie Estriol behandelt werden, welches zu einer verstärkten Verhornung des Scheidenvorhofepithels führt und so die mechanische Barriere gegen eindringende Bakterien stärkt.
Eine Kastration von Hündinnen mit Junghundvaginitis vor der ersten Läufigkeit ist kontraindiziert, da sich anschließend häufig eine chronische und therapieresistente Form entwickelt.